# Zoo (poemari)
Zoo és un poemari il·lustrat que és fruit de la col·laboració entre l'escriptor Carles Fages de Climent i el pintor figuerenc Miquel Capalleras i Albreda. Poc abans de la mort de Carles Fages, l'escriptor i l'artista tenien pràcticament enllestit el poemari, però la mort de Fages va fer que romangués en un calaix inèdit a la Casa Fages fins al 2013.
Carles Fages va viure els darrers temps a Figueres, a la Pensió de Can Roca envoltat d'amics. Entre ells Joan Sibecas, Montserrat Vayreda, Olga Torras i Miquel Capalleras, entre d'altres. Carles Fages li demanà a Miquel Capalleras que li il·lustrés el seu darrer projecte, el poemari Zoo. Miquel Capalleras va realitzar un dibuixos a tinta de cadascun dels animals del poemari (més de 80) de factura ràpida i de traç àgil i delicat. Aquests dibuixos van ser exposats per primera vegada el 2013 al Museu de Castelló d'Empúries.
El centaner de breus obres poètiques estan protagonitzades per animals que majoritàriament es poden localitzar al zoo de Barcelona i que actuen en forma de faula. Alguns poemes datats oscil·len entre 1966 i 1968, any de la mort de Fages de Climent. Tracten temàtiques tant descriptius com de caràcter personal o de crítica social i política.